# Gif-sur-Yvette
Gif-sur-Yvette là một xã trong vùng hành chính Île-de-France, thuộc tỉnh Essonne, quận Palaiseau, tổng Gif-sur-Yvette. Tọa độ địa lý của xã là 48° 42' vĩ độ bắc, 02° 08' kinh độ đông. Gif-sur-Yvette nằm trên độ cao trung bình là 61 mét trên mực nước biển, có điểm thấp nhất là 57 mét và điểm cao nhất là 172 mét. Xã có diện tích 11,60 km², dân số vào thời điểm 1999 là 21.364 người; mật độ dân số là 1842 người/km².

## Thông tin nhân khẩu
| 1982   | 1990   | 1999   |
| ------ | ------ | ------ |
| 17 166 | 19 754 | 21 364 |

## Các thành phố kết nghĩa
- Olpe, Đức